# Восход луны над морем (картина Фридриха, 1821)
«Восход луны над морем» — картина немецкого художника-романтика Каспара Давида Фридриха из собрания Государственного Эрмитажа.
Картина представляет собой изображение двух пар людей, наблюдающих за восходом Луны на берегу моря, женская пара изображена сидящими на камне отдельно от мужчин, которые по камням ушли далеко к воде. На заднем плане видны два небольших парусных судна, на переднем плане слева находятся два больших якоря.
Картина написана в 1821—1822 годах. Летом 1821 года В. А. Жуковский, путешествуя по Европе, посетил Фридриха в Дрездене и 23 июня писал великой княгине Александре Фёдоровне (жене будущего императора Николая I):

«Я нашел у него несколько начатых картин — одну из них, верно, было бы приятно вам иметь; она может служить дополнением той, которую вы уже имеете: лунная ночь, небо было бурно, но буря миновала, и все облака сбежались на отдалённый горизонт, оставив полнеба уже совершенно чистым; луна стоит над самыми тучами, и их края освещены её блеском; море тихо; низкий берег усыпан камнями; на берегу якорь; вдали на самом краю моря виден парус бегущего к берегу корабля (это возвращаются на родину те, на вашей картине её покидают) — его ждут! Две молодые женщины сидят на камнях и смотрят на далёкий парус с спокойной надеждой; двое мужчин, более нетерпеливых в своей надежде, перепрыгнули через первые камни и стоят несколькими шагами ближе к кораблю, посреди воды и смотрят также вдаль… Она вдвое больше вашей; я спросил о цене — сто червонцев».
Упоминаемая в письме «ваша картина», вероятно, является другой работой Фридриха — «На паруснике».
В 1818 году во время путешествия Фридрих сделал в особом альбоме большое количество рисунков камней, парусников, якорей, которые впоследствии использовал в работе над картиной; альбом этот хранится в Национальной галерее в Осло. Работа над картиной была закончена к осени 1821 года, когда она была показана публике на академической выставке в Дрездене; в 1824 году выставлялась в Праге. Неизвестно, каким образом картина оказалась в России, но уже в 1838 году она находилась в Коттедже в Александрии (Петергоф), а по дворцовой инвентарной описи 1856 года работа хранилась в Ропшинском дворце и располагалась в гостиной великого князя Михаила Николаевича, откуда в 1926 году была передана в Государственный Эрмитаж. Выставлялась в Зимнем дворце, с конца 2014 года выставляется в здании Главного Штаба в зале 352.
В Пушкинском музее в Москве хранится рисунок сепией «Двое мужчин на берегу моря» авторства Фридриха, датируемый около 1830—1835 годов, на котором изображены две мужские фигуры на морском берегу, практически полностью идентичные картине (бумага, карандаш, сепия, 23,4 × 35,1 см, инвентарный № Р-7268).

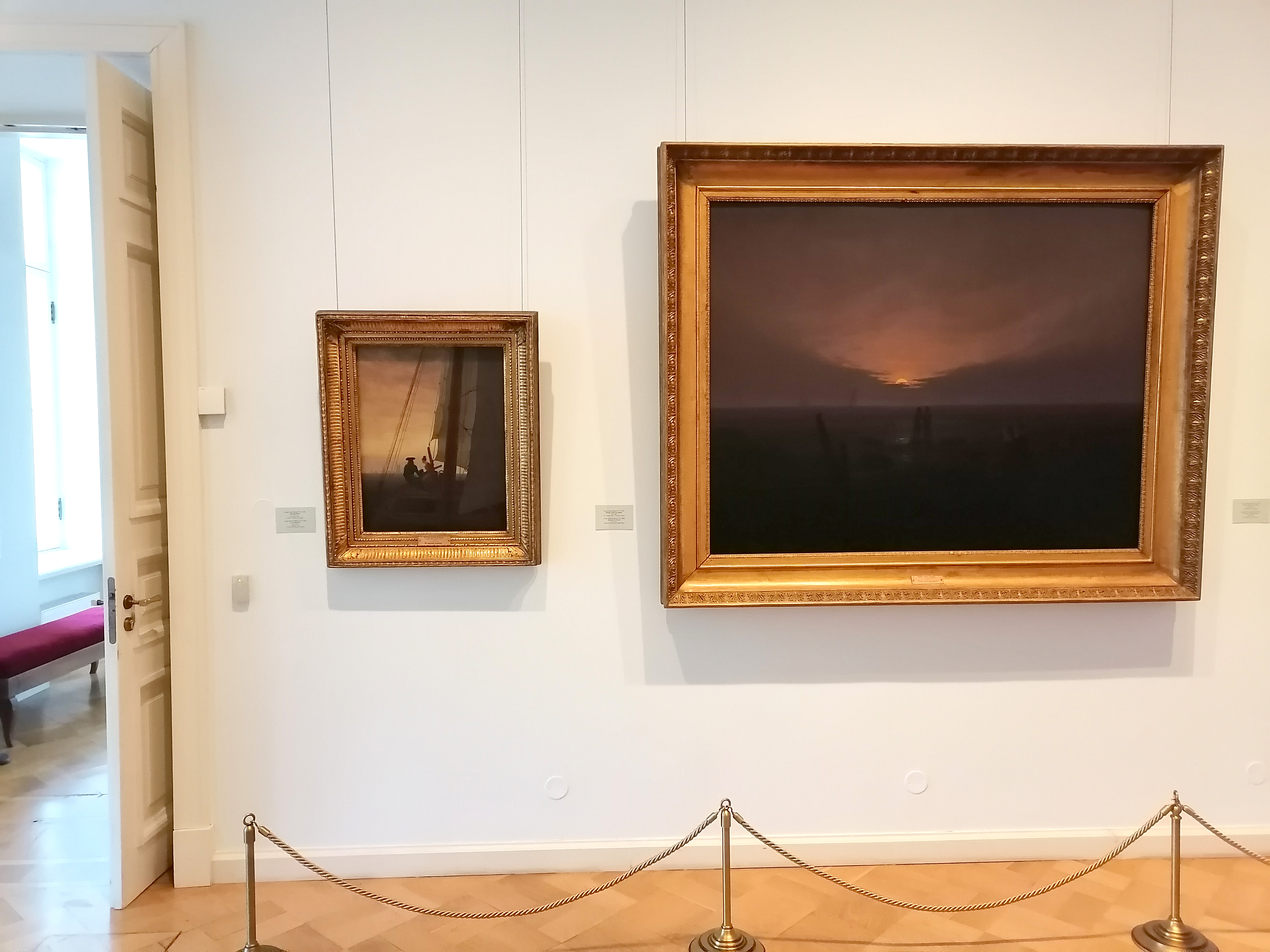
Картина в зале 352 здания Главного штаба
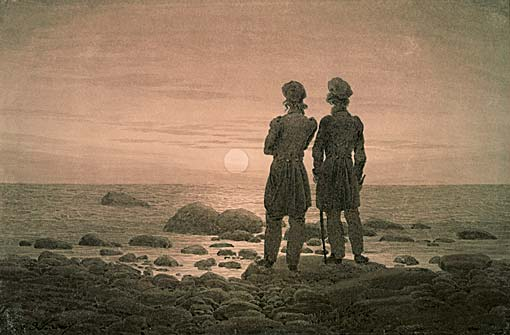
«Двое мужчин на берегу моря». Бумага, карандаш, сепия, ГМИИ им. Пушкина